# Énergie renouvelable aux Îles Cook

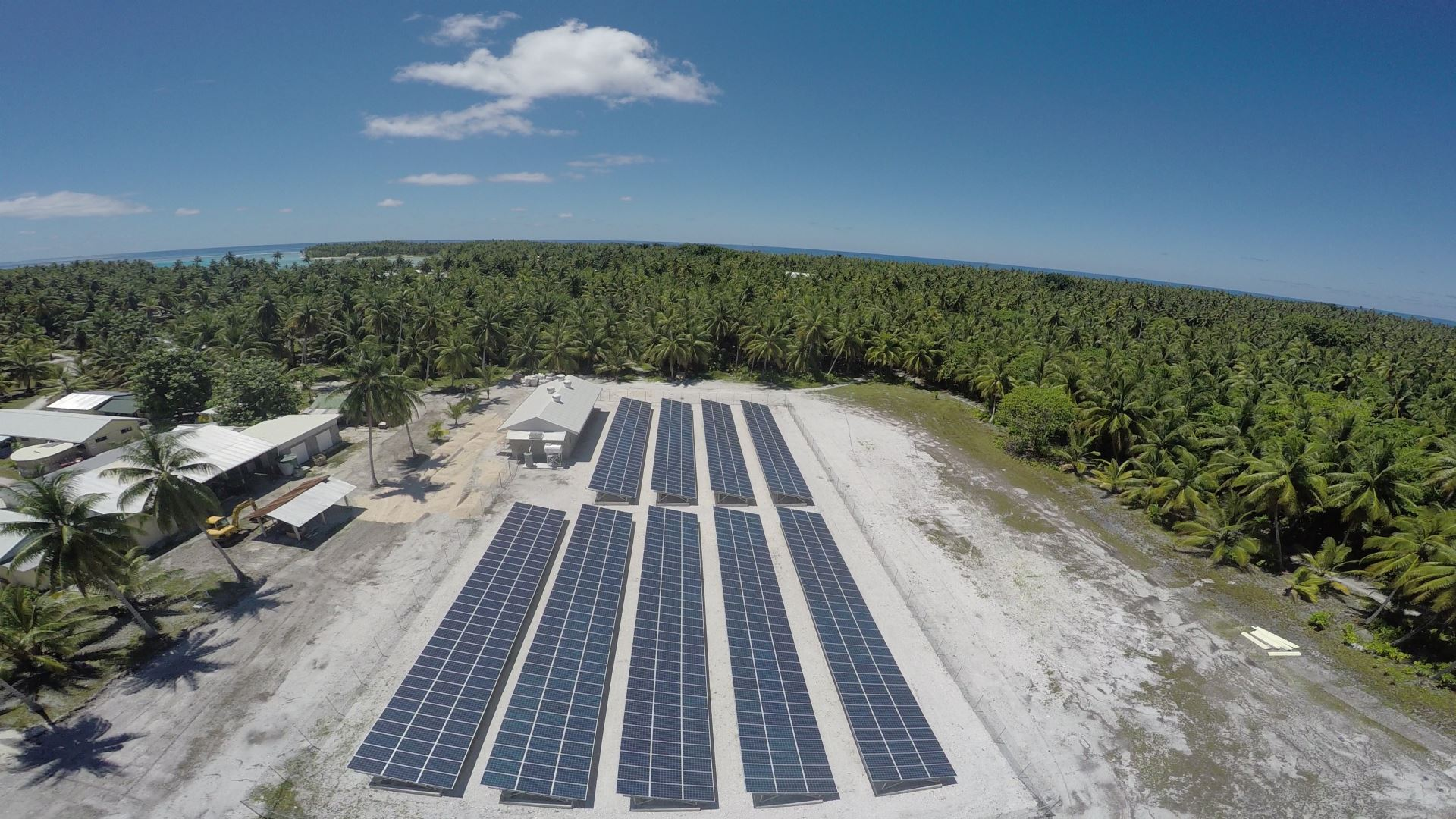
Centrale solaire photovoltaïque de Pukapuka.

L'énergie renouvelable aux Îles Cook est principalement fournie par l'énergie solaire et la biomasse. Depuis 2011, les Îles Cook se sont lancées dans un programme de développement des énergies renouvelables pour améliorer leur sécurité énergétique et réduire les émissions de gaz à effet de serre, avec un objectif initial d'atteindre 50 % d'électricité renouvelable d'ici 2015, et 100 % d'ici 2020. Le programme a reçu l'aide des gouvernements du Japon, de l'Australie et de la Nouvelle-Zélande, ainsi que de la Banque asiatique de développement,.

## Historique
Le financement pour fournir des panneaux solaires avec batterie de secours aux atolls du Nord a été attribué par un programme d'aide de 20,5 millions de dollars néo-zélandais du ministère néo-zélandais des affaires étrangères et du commerce, la construction étant assurée par PowerSmart Solar. Le premier site solaire à Rakahanga est achevé en septembre 2014. Pukapuka et Nassau sont les suivants, se connectant au réseau en décembre 2014. Un nouveau projet est lancé à Tongareva le 23 février 2015 et, à peine 10 semaines plus tard, les deux villages d'Omoka et de Te Tautua fonctionnent à l'énergie solaire.
En juin 2015, tous les atolls du nord sont entièrement alimentés à l'énergie solaire, réduisant ainsi la nécessité d'envoyer des navires vers le nord pendant la saison des cyclones de novembre à avril. Une deuxième phase du projet visant à fournir des fermes solaires à Atiu, Mangaia, Mauke et Mitiaro s'est achevée en juillet 2019.
En 2014, la construction du parc solaire Te Mana O Te Ra de 960 kW à l'aéroport international de Rarotonga commence. La ferme solaire est mise en service en octobre 2014. En septembre 2022, trois systèmes de stockage électrique à batterie d'une capacité combinée de 13 MWh sont installés à Rarotonga.